# ワンダーゾーン
『ワンダーゾーン』は、1992年4月13日から1993年3月22日まで日本テレビ系列局で放送されていた読売テレビ製作の情報番組である。放送時間は毎週月曜22:00 - 22:52 （日本標準時）。

## 概要
当時再び話題になっていた「心霊現象」の影響から、国内・海外の不思議な現象を徹底的に捉えていく番組としてスタートした。司会は関口宏が、アシスタントは当時関口の所属事務所に在籍していた藤岡久美子などが務めていた。
番組前半は積水化学グループの単独提供で、番組後半はP&G筆頭の複数社提供という形式で放送されていた。この形式は、後番組の『関口宏のびっくりトーク ハトがでますよ!』へと引き継がれた。
今井美樹はワンダーゾーンを毎回録画するほどのファンで92年6月29日には実際に出演した。

## スタッフ
- 演出：行田克彦、髙澤啓一
- 総合構成：佐藤真紀子
- 構成：伊東雅司、鈴木裕史
- アートディレクター：綿谷登（ytv）
- 美術制作：杉村幸彦（ウッドオフィス）
- 美術進行：横山勇（ウッドオフィス）
- TP：飯沢孟（八峯テレビ）
- TD：吉田勝美（八峯テレビ）
- SW：稗田勤（八峯テレビ）
- カメラ：障子川雅則、桶田昌利（八峯テレビ）
- 調整：松沢勝己、稲垣一幸（八峯テレビ）
- 照明：藤井輝夫・平井治雄（プログレッソ）
- 音声：大久保保（八峯テレビ）
- 音効：小関尚孝（音響企画）
- CG：オムニバス・ジャパン
- 広報：息勝彦・小坂健一（ytv）
- スタイリスト：大江宏明、大野美智子
- 演出補：芦田政和、渡辺泰裕、斉藤義明
- 調査：臼井富裕子、藤原美穂
- デスク：根本直美、藤本充子、松下早苗
- 総合演出：逵敦史（ytv）
- プロデューサー：位寄雅雄（ytv）、弘佳行、山崎秀明→吉田幸治
- 制作協力：三桂
- 制作著作：讀賣テレビ放送

## 主題歌
- 「百年の孤独」 歌：EPO - エンディングテーマに使用。
- 「Both Sides Now」